# Shine We Are!/Earthsong
〈Shine We Are!/Earthsong〉은 가수 보아가 일본에서 발매한 9번째 싱글이다. 2번째 정규 앨범 《VALENTI》의 100만장 돌파 이후 발매된 첫 싱글로, 수록된 2곡이 모두 타이틀 곡인 더블 타이틀이며 싱글로서는 처음으로 오리콘 싱글차트 1위를 
달성하는 기염을 토했던 대히트 싱글이다. 
〈VALENTI〉나 〈奇蹟〉과 같이 어두운 분위기의 댄스곡을 주로 발표해왔던 이전까지와는 달리, 이 싱글에 수록되어 있는 2곡은 모두 밝고 활기찬 분위기의 댄스곡이고 상큼한 보아 이미지와 여름이라는 계절까지 맞물리면서 반응이 매우 좋았다. 
〈Shine We Are!〉는 2004년 1월 15일 발매된 3번째 정규 앨범 《LOVE & HONESTY》와 2005년 2월 2일 발매된 첫 베스트 앨범 《BEST OF SOUL》에 수록되었고, 2003년 12월 3일 대한민국에서 발매된 스페셜 앨범 《SHINE WE ARE》에도 한국어로 번안되어 타이틀 곡으로서 수록되었다. 또 다른 타이틀 곡 〈Earthsong〉은 이 싱글 외에는 수록된 음반이 없다.

## 수록곡 및 해설
CD
1. Shine We Are!
  - 작사 : 와타나베 나쓰미 / 작곡·편곡 : 하라 가즈히로
  - 밝고 상쾌한 분위기의 댄스곡으로, 가사에 '바다'나 '하얀 파도' 등을 사용하여 계절감을 드러내고 있다. 일본의 음료 회사 칼피스의 '칼피스 워터'와 '아미노 칼피스'의 광고 음악으로 사용되었다. 이 광고에는 보아도 직접 출연하였다. 보아는 이 곡을 첫 라이브 투어 콘서트인 'BoA 1st LIVE TOUR 2003 VALENTI'에서 공연하면서 처음으로 대중들에게 공개하였다.
  - 뮤직 비디오는 형형색색으로 타일이 붙여진 세트장에서 노래를 부르며 댄서들과 춤을 추는 장면이 대부분을 차지한다. 중간 중간 초록색·파란색의 광선과 여러 색의 원형으로 회전하는 광선이 나타나며 환상적인 분위기를 더하도록 연출되어 있다. 한국어 뮤직 비디오도 함께 촬영되었다.
  - 2008년 에이벡스의 창립 20주년을 맞아 기획된 특별 드라마 '오토메'에서 〈Shine We Are!〉를 모티브로 드라마를 제작하였다. '오토메'는 에이벡스에서 선보인 히트곡을 뽑아 그 곡을 모티브로 하여 제작한 2분짜리 단편 드라마로, 총 100편으로 구성되어 있고 그중 하나로 〈Shine We Are!〉가 선정되었다.[1]
2. Earthsong
  - 작사 : 가토 겐 / 작곡 : 미나미 슌스케 / 편곡 : AKIRA
  - 살아가는 희망에 대해 노래하면서, 마음을 모아 하나가 되어서 꿈을 이어 가자는 희망적인 가사의 노래로, 보아가 출연한 일본의 자동차 회사 혼다의 'COME COME Honda Fair'의 광고 음악으로 사용되었다.
3. VALENTI (Junior Vasquez Radio Mix)
4. Shine We Are! (Instrumental)
5. Earthsong (Instrumental)

## 음반 순위 기록
〈Shine We Are!/Earthsong〉의 발매일은 첫 주 싱글 판매량이 높게 나오는 대형 가수들의 발매일을 피해서 결정되어 1위의 가능성이 높았다. 선주문 20만장을 기록했으며 현재까지 발매된 보아의 싱글들 중 최고의 첫 주 판매량 기록으로 남아있다.
오리콘 싱글 차트
| 차트                  | 최고 순위 | 총 판매량   | 차트 진입 횟수 |
| --------------------- | --------- | ----------- | -------------- |
| 오리콘 일간 싱글 차트 | 1위       |             |                |
| 오리콘 주간 싱글 차트 | 1위       | 4,144,264장 | 14회           |
| 오리콘 연간 싱글 차트 | 1위       |             |                |